# Світовий форум за демократію
Світовий форум за демократію - з'їзд, що відбувається щолистопада в Страсбурзі (Франція)  для обговорення складних проблем, з якими стикаються демократії сьогодні, та задля сприяння демократичним інноваціям. Форум організовує Рада Європи і він збирає членів громадянського суспільства, політичних лідерів, а також представників бізнесу, наукових кіл, медіа та професійних груп. На попередніх зустрічах підіймались такі теми: «Наведення мостів: демократія між старими моделями та новими реаліями», «Перезавантаження демократії: налагодження зв'язку між інституціями та громадянами в цифрову епоху» та «Від участі до впливу: чи може молодь відродити демократію?". 
Концепція Форуму полягає в тому, що виклики демократії XXI століття потрібно вирішувати засобами XXI століття, використовуючи широкі можливості мережевого спілкування, а також соціальні та політичні інновації місцевого рівня. Обмін думками, що відбувається під час засідань Світового Форуму, зосереджений на реальних ініціативах державних органів чи суб'єктів місцевого самоврядування, які критично розглядає міждисциплінарна міжнародна робоча група. Зібрані під час зустрічей ідеї презентують Раді Європи та її партнерам у галузі демократії та демократичного врядування.

## Історія

### Світовий форум за демократію 2012 року
Світовий форум за демократію вперше відбувся 2012 року з ініціативи Генерального секретаря Ради Європи Турбйорна Ягланда. Перша зустріч проходила з 5 по 11 жовтня 2012 року і називалась «Наведення мостів: демократія між старими моделями та новими реаліями». Обговорення стосувалося широкого кола питань: доля демократії в країнах, де відбулась арабська весна; молодь та демократія; демократичний потенціалу Інтернету; вплив економічної кризи на демократію. Форум відкрив Генеральний секретар ООН Пан Гі Мун. Серед інших доповідачів були: лауреатка Нобелівської премії миру Таваккуль Карман і єгипетська активістка Наваль ес Саадаві.

### Світовий форум за демократію 2013 року
Другий Світовий форум («Перезавантаження демократії: налагодження зв'язку між інституціями та громадянами в цифрову епоху») проходив з 23 по 29 листопада 2013 року та розглядав питання впливу нових інформаційних та комунікаційних технологій на демократичні практики. Обговорення ініціатив, представлених на Форумі, відбувалось в рамках 21 «лабораторії», всі вони зосереджувалися на різних аспектах електронної демократії. Дебати охоплювали такі теми: рідка демократія, парцитипаторний бюджет, платформи електронного уряду та використання краудсорсингу в законотворчості. Доповідачами на Форумі того року були генеральний секретар Франкофонії Абду Діуф та професорка глобального управління в Лондонській школі економіки Мері Калдор.
Форум 2013 року представив нагороду «Демократичні інновації», нагороду Ради Європи для однієї з продемонстрованих ініціатив за визнання її внеску в розширення громадської участі в демократичному процесі. На підставі голосів учасників Форуму, нагороду присудили Мережі жінок Уганди (WOUGNET).

#### Представлені ініціативи
- Liquid democracy by Pirate Party Germany (Germany)
- Change.org (International)
- Russian Public Initiative (Russian Federation)
- It's all about Freedom (Philippines)
- Questionnez Vos Elus by FACEP (France)
- Natalia Project by Civil Rights Defenders (Sweden)
- Tails by National Democratic Institute (USA)
- Balkanleaks (Bulgaria)
- OpenNet Initiative (Canada)
- Semantic polling by Semiocast (France)
- Legislative crowdsourcing by Finnish Parliament & Open Ministry[fi] (Finland)
- Popvox (USA)
- Parlement & Citoyens (France)
- Networked Networks by The Democratic Society (United Kingdom)
- Your Priorities by Citizens Foundation (Iceland)
- iHub (Kenya)
- Electoral Risk Management by International IDEA (International)
- CiviQ (Ireland)
- Direct democracy - The Swiss experience (Switzerland)
- Citizinvestor (USA)
- PortoAlegre wikicity (Brasil)
- Participatory budgeting by Municipality of Amadora (Portugal)
- Participatory budgeting by 49th Ward of Chicago (USA)
- Puzzled by Policy by DERI, NUI Galway (Ireland)
- Loomio (New Zealand)
- CitYsens (Spain)
- Women of Uganda Network (Uganda)
- Tavaana: E-Learning Institute for Iranian Civil Society (Iran)
- Tunisie4.0 by Nesselfen (Tunisia)
- Lenguas Jovenes (Languages of Youth) by Puerta Joven (Mexico)
- The Guardian Global Citizen Journalism Programme (International)
- ARD News (Germany)
- G1000 (Belgium)
- ONLIFE Manifesto (Europe)
- No Hate Speech Movement (Europe)
- League of Young Voters (Europe)

### Світовий форум за демократію 2014 року
Третій Світовий форум за демократію («Від участі до впливу: чи може молодь активізувати демократію?») відбувся від 3 до 5 листопада 2014 року і порушив питання участі молоді. Дискусії в лабораторіях зосереджувалися на ініціативах, спрямованих на залучення молоді до процесу прийняття рішень та заохочення громадської активності серед молоді. У перший день Форуму головним доповідачем був Джеремі Ріфкін з його теорією «суспільства нульових маржинальних витрат». Серед інших доповідачів були Шанталь Муфф, директорка Центру демократії Вестмінстерського університету, Феліпе Джелдрес, президент Міжнародного союзу соціалістичної молоді, а також Ів Летерм, Генеральний секретар Міжнародного інституту демократії та сприяння виборам (International IDEA). Ця зустріч складалась з шести «неконференцій», порядок денний яких визначили самі учасники ще до початку Форуму. Нагороду за інновації в демократії 2014 року вручили турецькій ініціативі «Покоління демократії».

#### Представлені ініціативи
<div style="-moz-column-count:* NSS-Community Connect Fellowship by Blue Ribbon Movement (India)
- Generation Citizen (USA)
- SIM Democracy by Friedrich Naumann Foundation for Freedom (Thailand)
- School Film Studio as Citizenship Laboratory by European Wergeland Centre (Norway) in cooperation with Moscow School of Civic Education (Russian Federation)
- Project Unify by Special Olympics (Belgium)
- Stork Heinar[de] by Endstation Rechts[de] (Germany)
- No-nazi.net by Amadeu Antonio Foundation (Germany)
- Young Democracy Creators by Apollonia, Local Mission Haut-Rhin North and Association Meinau Neuhof (France)
- Junior Councils by Mwanza Youth and Children Network (Tanzania)
- ActionAid (Bangladesh)
- Your Priorities 3D by Citizens Foundation (Iceland)
- Learning to Count (Youth Participatory Budgeting) by In Loco Association (France, UK, Portugal)
- Generation Democracy by European Union and Council of Europe, in partnership with the Turkish Ministry of National Education and Board of Education (Turkey)
- Citizen’s Jury by newDemocracy Foundation (Australia)
- The 2014 Governmental Commission on Democracy – Participation and equal influence (Sweden)
- Youth Create Change by GIZ (Palestinian Territories)
- Youth for Catania 2.0 (Italy)
- Youth@Cluj-Napoca 2015 (European Youth Capital) by SHARE Cluj-Napoca Federation (Romania)
- Project Citizen by Center for Civic Education (USA)
- Project Citizen by Moroccan Center for Civic Education (Morocco)
- Have Your Say – The Structured Dialogue of Youth by Czech Council of Children and Youth[cs] (Czech Republic)
- Alsatian Youth Parliament (France)
- VotenaWeb[pt] (Brazil)
- Y8/Y20 Summit by Policy Innovation e.V. (Germany)
- Youth Election Training: My Choice by Democratic Youth Movement (Bosnia and Herzegovina)
- Chabab 2012 by Circle of Young Democrats of Morocco[fr] (Morocco)
- DemocracyOS and Net Party (Argentina)
- #YoSoy132 (Mexico)
- UK Youth Parliament (United Kingdom)
- Youth Parliament Indonesia by Indonesian Future Leaders (Indonesia)
- Lewisham Young Mayor Programme by London Borough of Lewisham (United Kingdom); -webkit-column-count:* NSS-Community Connect Fellowship by Blue Ribbon Movement (India)
- Generation Citizen (USA)
- SIM Democracy by Friedrich Naumann Foundation for Freedom (Thailand)
- School Film Studio as Citizenship Laboratory by European Wergeland Centre (Norway) in cooperation with Moscow School of Civic Education (Russian Federation)
- Project Unify by Special Olympics (Belgium)
- Stork Heinar[de] by Endstation Rechts[de] (Germany)
- No-nazi.net by Amadeu Antonio Foundation (Germany)
- Young Democracy Creators by Apollonia, Local Mission Haut-Rhin North and Association Meinau Neuhof (France)
- Junior Councils by Mwanza Youth and Children Network (Tanzania)
- ActionAid (Bangladesh)
- Your Priorities 3D by Citizens Foundation (Iceland)
- Learning to Count (Youth Participatory Budgeting) by In Loco Association (France, UK, Portugal)
- Generation Democracy by European Union and Council of Europe, in partnership with the Turkish Ministry of National Education and Board of Education (Turkey)
- Citizen’s Jury by newDemocracy Foundation (Australia)
- The 2014 Governmental Commission on Democracy – Participation and equal influence (Sweden)
- Youth Create Change by GIZ (Palestinian Territories)
- Youth for Catania 2.0 (Italy)
- Youth@Cluj-Napoca 2015 (European Youth Capital) by SHARE Cluj-Napoca Federation (Romania)
- Project Citizen by Center for Civic Education (USA)
- Project Citizen by Moroccan Center for Civic Education (Morocco)
- Have Your Say – The Structured Dialogue of Youth by Czech Council of Children and Youth[cs] (Czech Republic)
- Alsatian Youth Parliament (France)
- VotenaWeb[pt] (Brazil)
- Y8/Y20 Summit by Policy Innovation e.V. (Germany)
- Youth Election Training: My Choice by Democratic Youth Movement (Bosnia and Herzegovina)
- Chabab 2012 by Circle of Young Democrats of Morocco[fr] (Morocco)
- DemocracyOS and Net Party (Argentina)
- #YoSoy132 (Mexico)
- UK Youth Parliament (United Kingdom)
- Youth Parliament Indonesia by Indonesian Future Leaders (Indonesia)
- Lewisham Young Mayor Programme by London Borough of Lewisham (United Kingdom); column-count:* NSS-Community Connect Fellowship by Blue Ribbon Movement (India)
- Generation Citizen (USA)
- SIM Democracy by Friedrich Naumann Foundation for Freedom (Thailand)
- School Film Studio as Citizenship Laboratory by European Wergeland Centre (Norway) in cooperation with Moscow School of Civic Education (Russian Federation)
- Project Unify by Special Olympics (Belgium)
- Stork Heinar[de] by Endstation Rechts[de] (Germany)
- No-nazi.net by Amadeu Antonio Foundation (Germany)
- Young Democracy Creators by Apollonia, Local Mission Haut-Rhin North and Association Meinau Neuhof (France)
- Junior Councils by Mwanza Youth and Children Network (Tanzania)
- ActionAid (Bangladesh)
- Your Priorities 3D by Citizens Foundation (Iceland)
- Learning to Count (Youth Participatory Budgeting) by In Loco Association (France, UK, Portugal)
- Generation Democracy by European Union and Council of Europe, in partnership with the Turkish Ministry of National Education and Board of Education (Turkey)
- Citizen’s Jury by newDemocracy Foundation (Australia)
- The 2014 Governmental Commission on Democracy – Participation and equal influence (Sweden)
- Youth Create Change by GIZ (Palestinian Territories)
- Youth for Catania 2.0 (Italy)
- Youth@Cluj-Napoca 2015 (European Youth Capital) by SHARE Cluj-Napoca Federation (Romania)
- Project Citizen by Center for Civic Education (USA)
- Project Citizen by Moroccan Center for Civic Education (Morocco)
- Have Your Say – The Structured Dialogue of Youth by Czech Council of Children and Youth[cs] (Czech Republic)
- Alsatian Youth Parliament (France)
- VotenaWeb[pt] (Brazil)
- Y8/Y20 Summit by Policy Innovation e.V. (Germany)
- Youth Election Training: My Choice by Democratic Youth Movement (Bosnia and Herzegovina)
- Chabab 2012 by Circle of Young Democrats of Morocco[fr] (Morocco)
- DemocracyOS and Net Party (Argentina)
- #YoSoy132 (Mexico)
- UK Youth Parliament (United Kingdom)
- Youth Parliament Indonesia by Indonesian Future Leaders (Indonesia)
- Lewisham Young Mayor Programme by London Borough of Lewisham (United Kingdom);">* NSS-Community Connect Fellowship by Blue Ribbon Movement (India)
- Generation Citizen (USA)
- SIM Democracy by Friedrich Naumann Foundation for Freedom (Thailand)
- School Film Studio as Citizenship Laboratory by European Wergeland Centre (Norway) in cooperation with Moscow School of Civic Education (Russian Federation)
- Project Unify by Special Olympics (Belgium)
- Stork Heinar[de] by Endstation Rechts[de] (Germany)
- No-nazi.net by Amadeu Antonio Foundation (Germany)
- Young Democracy Creators by Apollonia, Local Mission Haut-Rhin North and Association Meinau Neuhof (France)
- Junior Councils by Mwanza Youth and Children Network (Tanzania)
- ActionAid (Bangladesh)
- Your Priorities 3D by Citizens Foundation (Iceland)
- Learning to Count (Youth Participatory Budgeting) by In Loco Association (France, UK, Portugal)
- Generation Democracy by European Union and Council of Europe, in partnership with the Turkish Ministry of National Education and Board of Education (Turkey)
- Citizen’s Jury by newDemocracy Foundation (Australia)
- The 2014 Governmental Commission on Democracy – Participation and equal influence (Sweden)
- Youth Create Change by GIZ (Palestinian Territories)
- Youth for Catania 2.0 (Italy)
- Youth@Cluj-Napoca 2015 (European Youth Capital) by SHARE Cluj-Napoca Federation (Romania)
- Project Citizen by Center for Civic Education (USA)
- Project Citizen by Moroccan Center for Civic Education (Morocco)
- Have Your Say – The Structured Dialogue of Youth by Czech Council of Children and Youth[cs] (Czech Republic)
- Alsatian Youth Parliament (France)
- VotenaWeb[pt] (Brazil)
- Y8/Y20 Summit by Policy Innovation e.V. (Germany)
- Youth Election Training: My Choice by Democratic Youth Movement (Bosnia and Herzegovina)
- Chabab 2012 by Circle of Young Democrats of Morocco[fr] (Morocco)
- DemocracyOS and Net Party (Argentina)
- #YoSoy132 (Mexico)
- UK Youth Parliament (United Kingdom)
- Youth Parliament Indonesia by Indonesian Future Leaders (Indonesia)
- Lewisham Young Mayor Programme by London Borough of Lewisham (United Kingdom)

### Світовий форум за демократію 2015 року

#### “Свобода vs контроль: за демократичну відповідь”
Четверта зустріч Форуму «Свобода проти контролю: за демократичну відповідь» відбулася з 16 по 21 листопада. Метою Форуму 2015 року було визначити шляхи посилення демократичного контролю за реагуванням у сфері безпеки, обговорити страх, викликаний насильницькими нападами, та забезпечити свободу ЗМІ в контексті посилених заходів безпеки. Посадовці, що приймають рішення, лідери думок та соціальні новатори, обговорювали заходи, що слід вжити на міжнародному, національному, регіональному та місцевому рівнях для забезпечення захисту свободи демократії від насильства та екстремізму. Такі обміни думками базувалися на ініціативах та ідеях, обраних шляхом відкритого конкурсу, і їх представили на критичний розгляд учасників Форуму. 
Дебати Форуму мали допомогти й надихнути держави, місцеві органи влади та організації у всьому світі. а також прокласти шлях для майбутньої роботи Ради Європи та інших організацій у цій галузі. Вибір цієї теми був викликаний спільним настроєм, що поєднує демократичні держави в усьому світі: почуття вразливості перед різноманітними загрозами, від насильницького екстремізму до економічних, технологічних, екологічних і геополітичних ризиків. Сучасні суспільства усвідомлюють, що ці загрози (особливо акти насилля, викликані ідеологією) можуть посилити конфлікти, дестабілізувати суспільство і, як наслідок, перешкодити соціальній єдності. Ба більше, зростання онлайн-контролю призвело до вразливості персональних даних. З одного боку, певний рівень контролю може підтримати безпеку громадян, але, з іншого, може становити загрозу для свободи і демократії. Світовий форум за демократію аналізував тонкий баланс між безпекою і свободою, та як його можна підтримувати в демократичному суспільстві, коли він перебуває під загрозою. Чи можуть свобода і контроль співіснувати в демократичному світі?
Головна мета Форуму полягала в тому, щоб запропонувати рішення та сприяти заходам, що гарантуватимуть безпеку та захист демократії. В епоху комунікаційних технологій це особливо важливо. Форум підвищив рівень поінформованості про нові ідеї щодо демократичного реагування на проблеми безпеки. Ці ідеї розглянули з трьох основних боків або викликів.

#### Три проблеми
- Проблема № 1 – гарантування безпеки та контроль за наглядом

- Проблема № 2 - звільнення суспільства від страху і сприяння бажанню відчувати свободу

- Проблема № 3 - свобода інформації в "добу страху"

#### Виявлені ініціативи
- Holding intelligence agencies accountable through international law, Privacy International (United Kingdom)
- Cryptocat, INRIA (France)
- Mass surveillance vs encryption, Parliamentary Assembly of the Council of Europe
- Jury Duty Revisited, Global Organization of Parliamentarians Against Corruption
- Citizens' Juries - Setting Standards on Freedom Laws, newDemocracy Foundation (Australia)
- Civil Society Coalition on Oil and Gas, Water Governance Institute (Uganda)
- Amnesty International (Turkey)
- Terms of Service and Human Rights, Center for Technology and Society of the FGV Rio Law School (Brazil)
- Qwant (France)
- Facing Facts!, CEJI - A Jewish Contribution to an Inclusive Europe (Belgium)
- Interfaith Tour, Coexister (France)
- No Hate Parliamentary Alliance, Parliamentary Assembly of the Council of Europe
- Anti-prejudice training in prisons, Saint Stefan prison of Patras (Greece)
- Competences for Democratic Culture, Council of Europe Education Department
- Intercultural Dialogue Awareness Raising for Cooperation, Youth Service Organisation (Rwanda)
- Madrid +10, Club of Madrid (Spain)
- Dream Thailand, Friedrich Naumann Foundation for Freedom (Thailand)
- More than one story, Department of Culture and Leisure of the Municipality of Simrishamn (Sweden)
- The “Aarhus model” of reintegrating foreign fighters, East Jutland Police and Aarhus Municipality (Denmark)
- The Welcoming approach to community development, Welcoming America (USA)
- Observatory for the Protection of Human Rights Defenders, International Federation for Human Rights and World Organization Against Torture
- Working Group on Enabling and Protecting Civil Society, Community of Democracies
- PubLeaks, Free Press Unlimited (The Netherlands)
- GlobaLeaks, Hermes Center for Transparency and Digital Human Rights (Italy)
- Platform to promote the Protection and Safety of Journalists, European Federation of Journalists and Council of Europe
- How do I know, Palestinian Center for Development and Media Freedoms, Palestinian National Authority
- Between media regulation and the protection of personal data
- SMART (Syrian Media Action Revolution Team) (Syria)
- Grani.ru (Russian Federation)
- Multi-stakeholder Internet governance, ICANN

### Світовий форум за демократію 2016

#### «Освіта і демократія: як подолати соціальні розбіжності?»
Світовий форум за демократію 2016 року проходив 7–9 листопада у Страсбурзі. Він зосереджувався на взаємозв'язку між освітою та демократією.
Форум прагнув відповісти на питання:
*Чи виконує освіта свою демократичну місію чи не вдається побудувати ключові якості демократичного громадянства? *Яка роль різних суб'єктів освіти - вчителів, учнів, сімей, організацій громадянського суспільства, державних органів і ЗМІ?
*Чи необхідно реформувати організацію та функціонування навчальних закладів для кращого реагування на вимоги демократії?
*Як неформальна та неформальна освіта може розірвати зв'язок між соціальною та політичною нерівністю і допомогти вихованню активних громадян та лідерів з неблагополучних верств, щоб забезпечити стабільні зміни?

### Світовий форум за демократію 2017

#### "Чи є популізм проблемою?"
Світовий форум за демократію 2017 року відбувся в Страсбурзі 8-10 листопада 2017 року. Він зосереджувався на "все більшому розриві між громадянами та політичними елітами, а також драматичних змінах в екосистемі ЗМІ "та "нових політичних та медіа акторах та практиках, що пропонують громадськості нові можливості брати участь у політичному житті.

## зовнішні посилання
- Офіційний сайт